# Частный детектив Магнум (2018, сезон 3)
Третий сезон американского телесериала «Частный детектив Магнум» премьера которого состоялась на канале CBS 4 декабря 2020 года, а заключительная серия вышла 7 мая 2021 года. Количество серий в сезоне составляет шестнадцать.

## Сюжет
Офицер Томас Магнум возвращается из Афганистана домой на Гавайи. Он заселяется в роскошный особняк, где работает консультантом по безопасности, а в свободное время занимается тем, что ему на самом деле интересно — частными расследованиями. В деле ему помогают мажордом особняка и в прошлом агент МИ-6 Джульет Хиггинс и братья по оружию — пилот вертолета Теодор Кэлвин и морской пехотинец Орвилл Райт, обладающий самыми разными связями по всему острову Оахо.

## В ролях

### Основной состав
- Джей Эрнандес - Томас Магнум
- Пердита Уикс - Джульет Хиггинс
- Захари Найтон - Орвилл «Рик» Райт
- Стивен Хилл - Теодор «Ти Кей» Келвин
- Тим Кан - детектив Гордон Катсумото
- Эми Хилл - Теуила Куму Туилета

## Эпизоды
| № общий | № в сезоне | Название                                                                        | Режиссёр       | Автор сценария                                                                    | Дата премьеры   | Произв. код | Зрители в США (млн) |
| --- | ---------- | ------------------------------------------------------------------------------- | -------------- | --------------------------------------------------------------------------------- | --------------- | ----------- | ------------------- |
| 41 | 1          | «Двойная опасность» «Double Jeopardy»                                           | Брайан Спайсер | Эрик Гуггенхейм & Питер М. Ленков                                                 | 4 декабря 2020  | MPI301      | 5.50                |
| Новые клиенты Магнума и Хиггинса нанимают их, чтобы найти своего пропавшего брата, которого в последний раз видели на острове, что приводит к тому, что Хиггинс расстреливают и похищают, когда в ходе расследования раскрывается секретный случай мести. Хиггинс (и Магнум) удивляются, когда хирург приглашает ее на свидание. |            |                                                                                 |                |                                                                                   |                 |             |                     |
| 42 | 2          | «Шальные деньги» «Easy Money»                                                   | Брайан Спайсер | Дэвид Волков                                                                      | 11 декабря 2020 | MPI302      | 5.69                |
| 43 | 3          | «Выхода нет» «No Way Out»                                                       | Эгиль Эгилссон | Барби Клигман                                                                     | 18 декабря 2020 | MPI303      | 5.48                |
| 44 | 4          | «Сначала избиение, потом ответный удар» «First the Beatdown, Then the Blowback» | Эгиль Эгилссон | История: Аарон Лэм & Питер М. Ленков Телеадаптация: Майк Диаз & Эрик Гуггенхейм   | 8 января 2021   | MPI304      | 5.87                |
| 45 | 5          | «В тот день, когда вошла опасность» «The Day Danger Walked In»                  | Кришна Рао     | Питер М. Ленков & Эрик Гуггенхейм                                                 | 15 января 2021  | MPI305      | 5.52                |
| 46 | 6          | «Никому не говори» «Tell No One»                                                | Кришна Рао     | Джин Хонг                                                                         | 22 января 2021  | MPI306      | 5.86                |
| 47 | 7          | «Убийца на полуночном дозоре» «Killer On The Midnight Watch»                    | Джофф Шотс     | Джин Хонг                                                                         | 5 февраля 2021  | MPI307      | 5.70                |
| 48 | 8          | «Кто-то, присматрививает за мной» «Someone To Watch Over Me»                    | Джофф Шотс     | Барби Клигман                                                                     | 12 февраля 2021 | MPI308      | 5.76                |
| 49 | 9          | «Большая расплата» «The Big Payback»                                            | Янгзом Брауен  | Дэвид Волков                                                                      | 19 февраля 2021 | MPI309      | 5.97                |
| 50 | 10         | «Долгий путь домой» «The Long Way Home»                                         | Янгзом Брауен  | История: Питер М. Ленков & Эрик Гуггенхейм & Кэти Варни Телеадаптация: Кэти Варни | 5 марта 2021    | MPI310      | 5.63                |
| 51 | 11         | «Ложь, которую мы рассказываем» «The Lies We Tell»                              | Руба Надда     | Кэти Варни                                                                        | 26 марта 2021   | MPI311      | 5.62                |
| 52 | 12         | «Темный урожай» «Dark Harvest»                                                  | Руба Надда     | Джин Хонг                                                                         | 2 апреля 2021   | MPI312      | 5.37                |
| 53 | 13         | «Кричать об убийстве» «Cry Murder»                                              | Питер Уэллер   | История: Эмили Сингер Телеадаптация: Питер М. Ленков & Эрик Гуггенхейм            | 9 апреля 2021   | MPI313      | 5.61                |
| 54 | 14         | «Шепот смерти» «Whispers Of Death»                                              | Питер Уэллер   | Тера Толентино                                                                    | 16 апреля 2021  | MPI314      | 5.58                |
| 55 | 15         | «Перед падением» «Before the Fall»                                              | Курт Джонс     | Майк Диас                                                                         | 30 апреля 2021  | MPI315      | 5.35                |
| 56 | 16         | «Родословная» «Bloodline»                                                       | Эви Йобиан     | Эрик Гуггенхейм & Джеффри Торн                                                    | 7 мая 2021      | MPI316      | 5.00                |

## Производство

### Разработка
6 мая 2020 года телеканал CBS продлил телесериал на третий сезон. Из-за пандемии COVID-19 премьера третьего сезона состоится 4 декабря 2020 года.

### Съемки
Пандемия COVID-19 затрудняла начало съемок по графику в июле месяце. Съемки официально стартовали 14 сентября 2020 года на Оаху.